# Antoon Bouman
Antonius Johannes Alphonsus (Antoon/Anton) Bouman (Den Bosch, 18 oktober 1854 – Wassenaar, 23 maart 1906) was een Nederlands cellist.
Hij werd geboren binnen het gezin van Gijsbert Willem Bouman en diens tweede vrouw Catharina Elisabeth van der Hagen, wonende aan de Hinthamerstraat. Vader (1803-1886) uit Kerkdriel was muzikant in militaire korpsen, hij was vrijwilliger in het leger en vestigde zich in Den Bosch, als muziekonderwijzer. Meerdere kinderen uit de huwelijken van Gijsbert Bouman zouden in de muziek verdergaan. Zo werd Leon C. Bouman componist.
Hij kreeg zijn muziekopleiding van zijn vader en zijn halfbroer Johannes Franciscus Bouman. Op twaalfjarige leeftijd trad hij al op. Hij nam vervolgens lessen bij Oskar Eberlé cellolessen en bij Woldemar Bargiel compositieleer. Hij was pensionaire van koning Willem III der Nederlanden en studeerde verder in Hannover (August Lindner), Dresden (Friedrich Grützmacher), Brussel (Adrien François Servais) en Parijs (Leon Jacquard). Koning Willem III schonk de cellist een cello. Na diverse concertreizen werd hij cellist te Pau (casino-orkest, 1877) en later in Londen (Covent Garden en Alexander Palace).
In 1881 werd hij benoemd tot docent aan de muziekschool te Utrecht. Hij was er ook cellist van het plaatselijk orkest. In 1885 zou hij naar New York gaan, maar werd cellist van het orkest van Felix Meritis. In 1897 werd hij benoemd tot cellist in het Berliner Philharmoniker (1891-1893). Hij kwam terug naar Den Haag en werd er docent aan het Haags Conservatorium, maar ook aan het Rotterdams Conservatorium. Hij was in Den Haag ook leider van het zangkoor van de Onze Lieve Vrouwekerk. Zomer 1905 kwamen er berichten over een achteruitgaande gezondheid als gevolg waarvan hij zijn werkzaamheden in Rotterdam moest staken. Hij overleed aan tuberculose.
Antoon Bouman maakte een tijdlang deel uit van het pianotrio van Anton Verheij, Louis Wolff en hemzelf.
Van zijn hand verscheen een beperkt aantal werken waaronder
- opus 3: Concert pour violoncelle avec accompagnement d’orchestre ou de piano (1885, opgedragen aan de koning Willem III)
- opus 4: Du bist wie eine Blume (zangstem en piano)
- opus 10: Trois morceaux (Elegie, Feuille d’album, Gavotte)
- Andante
- nog twee celloconcerten, een mis, liederen en pianowerken.

- International Standard Name Identifier: 0000 0000 5124 636X
- Library of Congress Control Number: no2008073899
- Nederlandse Thesaurus van Auteursnamen: 18344700X
- Virtual International Authority File: 34267748
- WorldCat: E39PCjMhphpDkHjdt8kBDCHxcK